# Associação de Voleibol da Jamaica
A Associação de Voleibol da Jamaica  (em inglesːJamaica Volleyball Association,JAVA) é  uma organização fundada em 1961 que governa a pratica de voleibol na Jamaica, sendo membro da Federação Internacional de Voleibol, a entidade é responsável por  organizar  os campeonatos nacionais de  voleibol masculino e feminino no país.